# (3752) Camillo
 (3752) Camillo est un astéroïde Apollon découvert le 15 août 1985 par Eleanor F. Helin et Maria A. Barucci à Caussols.